# Filotes (militar selèucida)
Filotes (en llatí Philotas, en grec antic Φιλώτας) fou un militar selèucida al servei d'Antíoc III el Gran.
Va dirigir la guarnició selèucida a Abidos, durant la guerra contra Roma. La flota romana dirigida per Gai Livi Salinàtor el va assetjar l'any 190 aC i quan estava a punt de rendir-se van arribar notícies de la derrota de la flota ròdia (aliada dels romans) sota Pamfilides, i Gai Livi es va retirar per poder oposar-se a Polixènides. En parla Titus Livi.